# Lila akác köz
A Lila Akác köz (eredetileg: Wisteria Lane) egy fiktív utca neve, amely a Született feleségek című amerikai filmsorozat fő helyszíne. A sorozatban az utca egy ugyancsak fiktív városban található, Széplakon (eredetileg: Fairview); Széplak pedig egy kitalált államban, Eagle-ben van.

## A Lila Akác köz a sorozatban
A Lila Akác köz és környezete magában hordozza a tökéletes amerikai kertváros jellemzőit: zöld füves parkok, szép, kényelmes kertes családi házak fehér kerítéssel, tiszta utcák.
Ez a sorozat fő helyszíne, többek között azért, mert itt helyezkedik el az öt főszereplő – Susan, Lynette, Bree, Gabrielle és Edie – háza. Ugyanígy a sorozat egyéb főbb szereplőinek.
A Született feleségek első három évadából tizenegy házat ismerhettek meg a nézők.

## Az utca házai

### A lakók
A következő lista a Lila Akác köz azon lakóit tartalmazza, akik az  1-2-3-4-5-6. évadban szerepeltek a sorozatban. A Lila Akác köz 4348-ban és 4360-ban lakókat a sorozatban egyelőre nem említették.
| Cím                | Lakók |
| ------------------ | --- |
| Lila Akác köz 4347 | Ida Greenberg (a negyedik évad első feléig) Mitzi Kinsky (a hatodik évadtól) |
| Lila Akác köz 4348 | Rose Kemper (az ötödik évadig) |
| Lila Akác köz 4349 | Gabrielle Solis (végig a cselekményben) Carlos Solis (első és második évad, a negyedik évad második felétől újra) Xiao-Mei (a második évad közepétől a harmadik évad elejéig) Ellie Leonard (negyedik évadban) Celia Solis (az ötödik évadtól) Juanita Solis (az ötödik évadtól) Ana Solis (hatodik évadban)                                                                     |
| Lila Akác köz 4350 | Martha Huber (az első évad elején) Felicia Tilman (az első évad közepétől a második évad végéig) Andrew Van De Kamp (az ötödik évad közepétől) Dr. Alex Cominis (az ötödik évad közepétől) |
| Lila Akác köz 4351 | Mr és Mrs Edwin Mullins (első évad) Karen és Gordon Stover (egy rész) Betty Applewhite (az első évad végétől a második évad végéig) Matthew Applewhite (az első évad végétől a második évad végéig) Caleb Applewhite (az első évad végétől a második évad végéig) Bob Hunter (a negyedik évadtól) Lee McDermott (a negyedik évadtól) Jenny Hunter- McDermott (a hetedik évadtól) |
| Lila Akác köz 4352 | Mary Alice Young (az első epizódban) Paul Young (a második évadig) Zach Young (a második évadig) Art Shephard (a harmadik évadban) Rebecca Shephard (a harmadik évadban) Mike Delfino (az ötödik évadban) Angie Bolen (a hatodik évadban) Nick Bolen (a hatodik évadban) Danny Bolen (a hatodik évadban)                                                                         |
| Lila Akác köz 4353 | Susan Delfino (a hatodik évad végéig, a hetedik évad végétől) Julie Mayer (a negyedik évadig) Mike Delfino (a negyedik és hatodik évadban, a hetedik évad végétől) Jackson Hart (az ötödik évadban) Maynard Delfino (az ötödik és hatodik évadban, a hetedik évad végétől) Paul Young (a hetedik évadban) Beth Young (a hetedik évadban)                                         |
| Lila Akác köz 4354 | Bree Hodge (végig a cselekményben) Rex Van De Kamp (az első évad végéig) Andrew Van De Kamp (az negyedik évad második feléig) Danielle Katz (a negyedik évad első feléig) Orson Hodge (a harmadik évadtól) Benjamin Katz (a negyedik évad második felében) Keith Watson (a hetedik évadban)                                                                                      |
| Lila Akác köz 4355 | Lynette Scavo (végig a cselekményben) Tom Scavo (végig a cselekményben) Porter Scavo (végig a cselekményben) Preston Scavo (végig a cselekményben) Parker Scavo (végig a cselekményben) Penny Scavo (végig a cselekményben) Paige Scavo (a hetedik évadtól) Kayla Huntington (a harmadik évad közepétől a negyedik évad végéig)                                                  |
| Lila Akác köz 4356 | Mike Delfino (a harmadik évadig, az ötödik évadban) Carlos Solis (a harmadik évad második felében) Katherine Mayfair (a negyedik évadtól a hatodik évadig) Dylan Mayfair (a negyedik évadban) Adam Mayfair (a negyedik évad első felében) Felicia Tilman (a hetedik évadban) Ben Faulkner (a nyolcadik évadban)                                                                  |
| Lila Akác köz 4358 | Karen McCluskey (végig a cselekményben) Roy Bender (a hatodik évadtól) |
| Lila Akác köz 4360 | Milly Russel (a harmadik évadban) Mona Clark (a hatodik évadban) |
| Lila Akác köz 4362 | Edie Williams (az ötödik évad végéig) Karl Mayer (a második évadban) Austin McCann (a harmadik évad első felében) Carlos Solis (a harmadik évad végétől a negyedik évad első feléig) Dave Williams (az ötödik évadban) Reneé Perry (a hetedik évadtól) |

## Mike térképe
A Született feleségek második epizódjában egy térkép látható Mike egyik konyhaszekrényében az utcáról és annak lakóiról. Ez a térkép is megerősíti Susan, Lynette, Gabrielle, Bree, Edie, Mary Alice, Mrs. Huber és Mike házának – továbbá egy háznak, ami Gabrielle-é és Susané között van; egynek, ami Gabrielle-én; és egynek, ami Mike-én túl van – elhelyezkedését az utcában.
Vannak azonban különbségek Mike térképe és a sorozatban látható adatok között:
- Az a ház, ami Gabrielle-é és Susané között áll (később Applewhite-házként ismert), a térképen 4354-es számúként van bejelölve; Bree háza pedig 4359-es számúként. Valójában ezeket 4351-ként és 4354-ként mutatja be a sorozat, ez alól Mike térképe az egyetlen kivétel.
- A Gabrielle és Susan háza között álló épület lakóit egyszer Trent és Debra Nelsonként emlegetik, de ugyanezt a párt a narrátor Mr. és Mrs. Mullinsnak nevezi – az azonos epizódban, kicsivel korábban. Ez az egyetlen alkalom, amikor Nelsonék neve szóba kerül a sorozatban.
- A 4347-es számú ház lakóját nem Ida Greenbergnek nevezik – ez a karakter az ötödik, Jöjj be, idegen! című epizódban szerepel először. Szerepel még két egyéb név, de ezeket nem ejtik elég érhetően.
- A térképen Lynette kislányát, Pennyt Daisyként nevezik.

A 4358-as számú házban Mrs. Karen McCluskey lakik, de ez csak a tizennegyedik, A szerelem a levegőben van című epizódban derül ki.

## A Colonial Street
Az utca, ahol a sorozat Lila Akác közben játszódó részeit forgatják, a Colonial Street. Az utca a Universal Studios tulajdonában van, és Los Angelesben van. Itt forgattak jó pár filmet és sorozat-epizódot.

## Fordítás
- Ez a szócikk részben vagy egészben  a   Wisteria_Lane című angol Wikipédia-szócikk fordításán alapul.  Az eredeti cikk szerkesztőit annak laptörténete sorolja fel. Ez a jelzés csupán a megfogalmazás eredetét és a szerzői jogokat jelzi, nem szolgál a cikkben szereplő információk forrásmegjelöléseként.